# Fercam

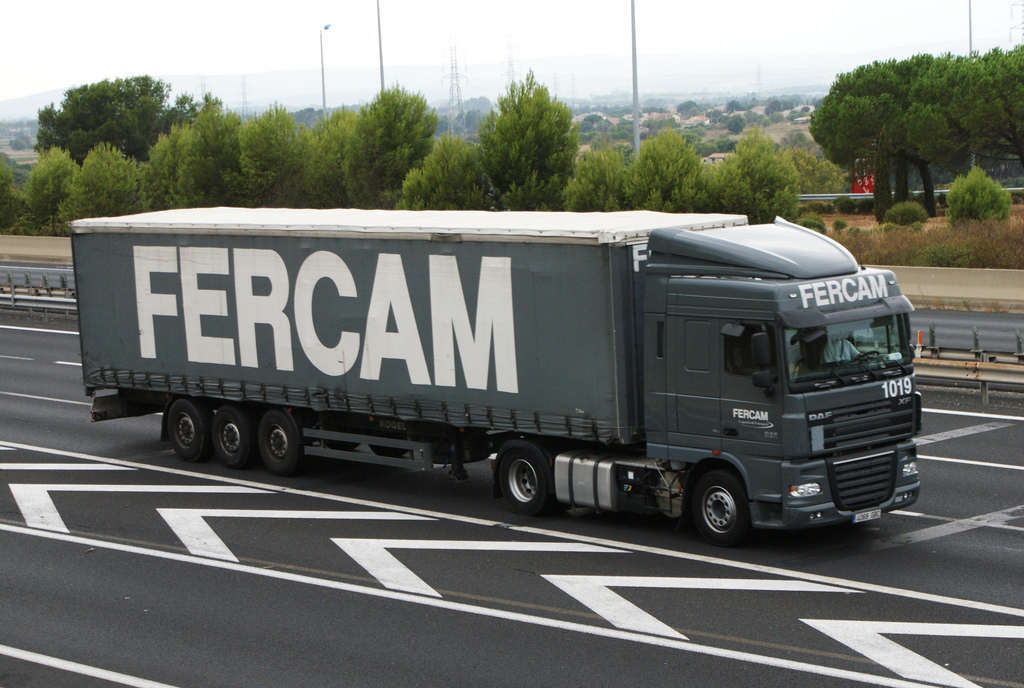
Uno dei camion della FERCAM. In particolare un modello DAF XF 105

Fercam S.p.A. è un'azienda multinazionale di trasporti e logistica a gestione familiare con sede a Bolzano che nel 2019 conta 93 filiali distribuite tra l'Italia e il resto del mondo.

## Storia
L'azienda è nata nel 1949 e il nome è l'acronimo di Ferrovie e Camion provenendo dall'attività del trasferimento dei carri ferroviari su appositi rimorchi stradali dalle vie ferrate agli stabilimenti di produzione.
Nel 1963 la società viene rilevata da Eduard Baumgartner, parte della famiglia che tuttora gestisce l'azienda; da allora questa ebbe una forte espansione in Germania e a seguire vennero aperte le filiali in Francia, Paesi Bassi e Spagna. L'amministratore delegato è Hannes Baumgartner. L'espansione è avvenuta negli anni anche sul mercato italiano con l'acquisizione di diverse altre società del settore trasporti su gomma tra cui un marchio storico come quello di Gondrand (azienda fondata nel 1866 a Milano) rilevato nella seconda metà degli anni ottanta.
L'integrazione dei servizi collettamistici della Gondrand avvenuta nel 1993, permise a Fercam di ampliare il suo raggio d'azione anche nel settore groupagistico e della distribuzione. Nel 2005 Fercam ha implementato il servizio Air&Ocean e nel 2007 fu aperta a Tangeri la prima filiale in Africa, alla quale nel 2012 seguì la seconda a Tunisi.
Dall'inizio di settembre 2012, Fercam è entrata anche nel settore dei corrieri espresso, con una sua nuova società, la Fex, acronimo di Fercam Express Delivery per il mercato nazionale; questa nuova attività ha avuto però vita breve, avendo termine nel giugno seguente.
Con l'integrazione ramo d'azienda Gondrand – Traslochi, Arte e Fiere nel 2013, Fercam ricopre tutti i principali ambiti della filiera logistica.

## Attività
L'azienda ha un fatturato a fine 2018 di 811 milioni di euro e si pone tra i primi operatori logistici in Italia, inoltre è dotata di un parco mezzi di oltre 3350 unità e conta su oltre 2100 collaboratori.